# Crkva sv. Jurja u Gdinju (stara)
Crkva sv. Jurja nalazi se u Gdinju, općina Jelsa, otok Hvar.

## Opis
Crkva sv. Jurja se prvi put spominje 1558. godine. Godine 1691. uz južni zid dograđuje se kapela, a godine 1750. dograđena je i sjeverna kapela jednakog oblikovanja. Kapele su zidane kamenom, s manjim bočnim prozorima, svođene bačvastim svodom. Sredinom XVIII. stoljeća produljen je glavni brod prema zapadu i oblikovano novo pročelje s baroknim portalom nad kojim je kamena rozeta. U zabatu glavnog pročelja izgrađena je 1804. godine kamena trodijelna preslica. Na sjeveru apside dograđena je sakristija u 18. stoljeću. Svi su krovovi pokriveni kamenom pločom. Izgradnjom nove župne crkve 1902. godine, stara je napuštanjem još brže propadala, a sve pokretne umjetnine prenesene u novu crkvu i sakristiju.

## Zaštita
Pod oznakom Z-4785 zavedena je kao nepokretno kulturno dobro - pojedinačno, pravna statusa zaštićena kulturnog dobra, klasificirano kao "sakralna graditeljska baština".